# Nationalsozialistischer Untergrund
Pour les articles homonymes, voir NSU.

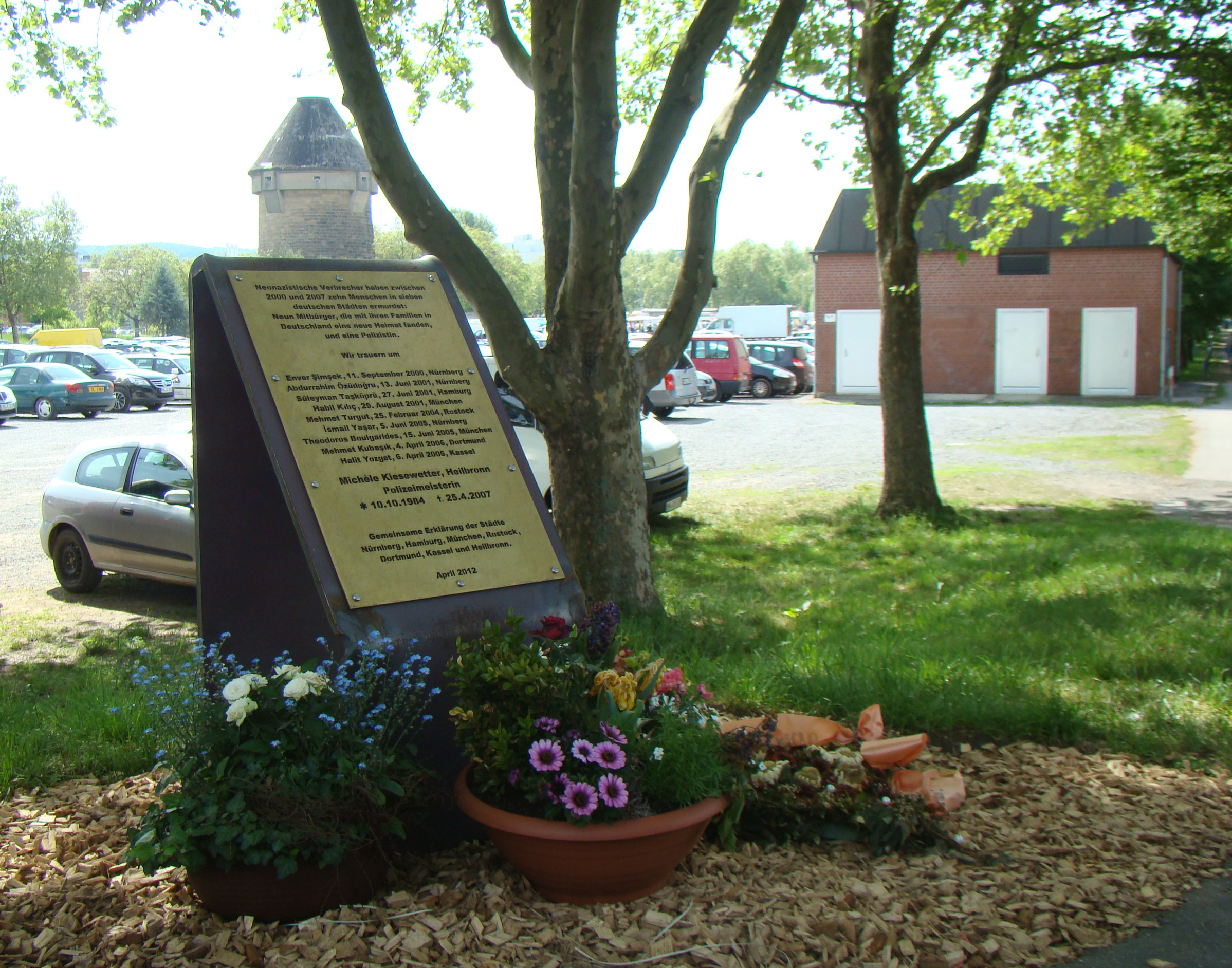
Plaque commémorative en la mémoire de la policière Michéle Kiesewetter et des autres victimes du Nationalsozialistischer Untergrund.

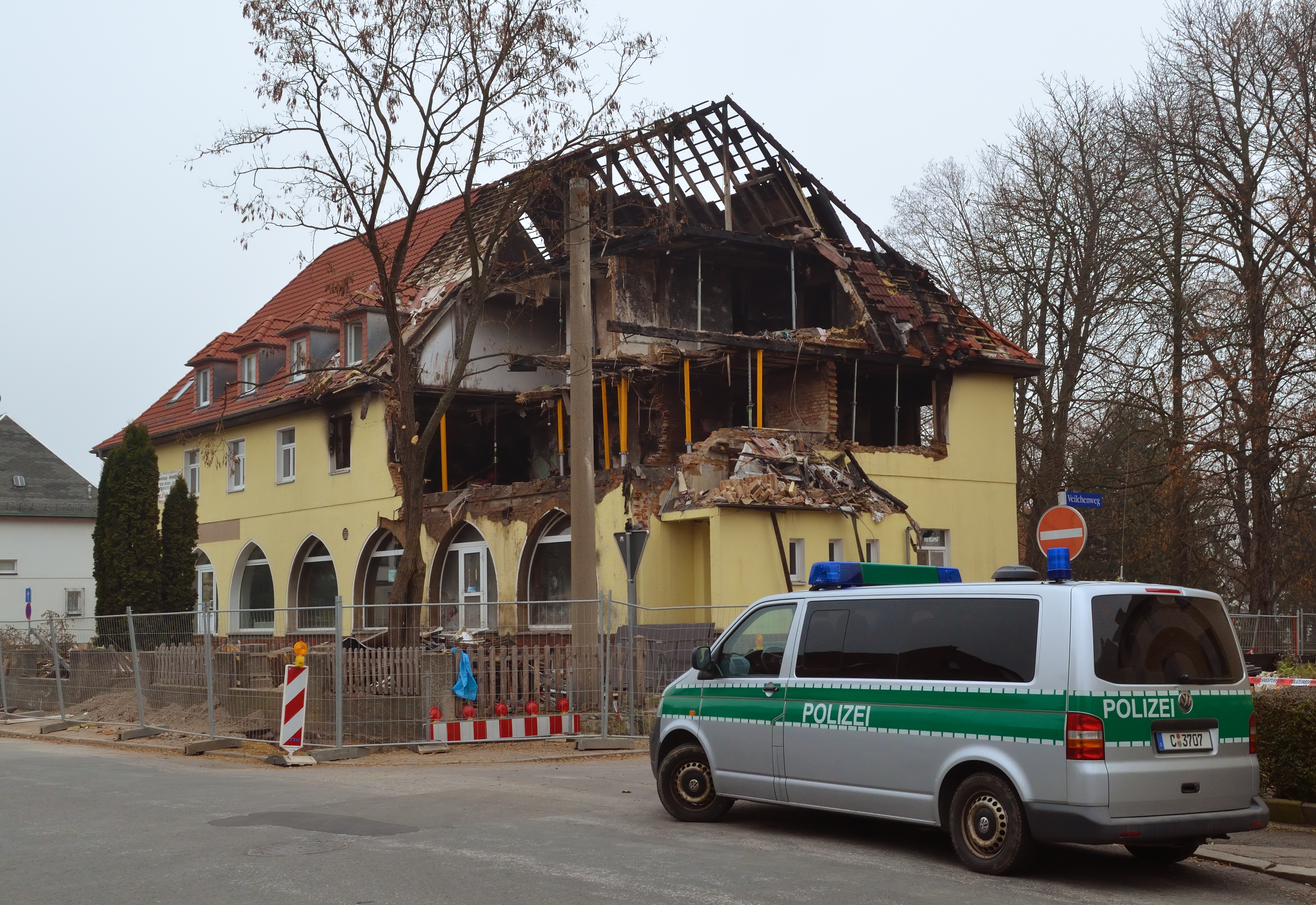
Appartement du Nationalsozialistischer Untergrund à Zwickau, volontairement incendié.

Le Nationalsozialistischer Untergrund (NSU), en français Parti national-socialiste souterrain, est un groupe terroriste allemand d'extrême droite de trois membres qui a commis quinze attaques de banques, des crimes racistes : les assassinats de neuf immigrés turcs et grecs entre le 9 septembre 2000 et le 6 avril 2006 dans des sandwicheries kebab et des autres magasins et cybercafé, l'assassinat de la policière Michèle Kiesewetter à Heilbronn et deux attentats à la bombe à Cologne en 2001 et 2004.
En novembre 2011, après un braquage réalisé à Eisenach par deux de ses membres, Uwe Mundlos et Uwe Böhnhardt, leur cavale et leur suicide, mais aussi l'incendie volontaire de leur habitation à Zwickau puis la reddition d'un troisième membre, Beate Zschäpe, la police découvre l'arme de poing de la policière. Celle-ci permet de remonter aux différents meurtres.
La mise au jour de ce groupe terroriste néonazi provoque un important émoi en Allemagne et est à l'origine de multiples commissions parlementaires (fédérales et régionales) ainsi que de la proposition, à partir de 2014, de révision par le Parlement fédéral de l'ensemble des procédures d'infiltration et de surveillance des groupes subversifs.

## Crimes commis

### Attaques de banque
| N° | Date              | Description                        | Lieu      | Rue                         | Butin en DM ou en euro |
| -- | ----------------- | ---------------------------------- | --------- | --------------------------- | ---------------------- |
| 1  | 18 décembre 1998  | Edeka-Markt                        | Chemnitz  | Irkutsker Straße 1          | 30 000 DM              |
| 2  | 6 octobre 1999    | Postamt Barbarossastraße           | Chemnitz  | Barbarossastraße            | 5 000 DM               |
| 3  | 26 octobre 1999   | Postfiliale Limbacher Straße       | Chemnitz  | Limbacher Straße            | 63 000 DM              |
| 4  | 30 novembre 2000  | Postfiliale Johannes-Dick-Straße   | Chemnitz  | Johannes-Dick-Straße 4      | 39 000 DM              |
| 5  | 5 juillet 2001    | Postamt Zwickau                    | Zwickau   | Max-Planck-Straße 1a        | 75 000 DM              |
| 6  | 25 septembre 2002 | Sparkasse Zwickau                  | Zwickau   | Kosmonautenstraße 1         | 49 000 €               |
| 7  | 2 septembre 2003  | Sparkasse Chemnitz                 | Chemnitz  | ?                           | 473 €                  |
| 8  | 14 mai 2004       | Sparkasse Chemnitz („DDR-Filiale“) | Chemnitz  | Albert-Schweitzer-Straße 62 | 30 000 €               |
| 9  | 18 mai 2004       | Sparkasse Chemnitz                 | Chemnitz  | Sandstraße                  | 70 000 €               |
| 10 | 22 novembre 2005  | Sparkasse Chemnitz                 | Chemnitz  | Sandstraße                  | 0 €                    |
| 11 | 5 octobre 2006    | Sparkasse Zwickau                  | Zwickau   | ?                           | 0 €                    |
| 12 | 7 novembre 2006   | Sparkasse Hansestadt               | Stralsund | Kleine Parower Straße 51–53 | 84.995 €               |
| 13 | 18 janvier 2007   | Sparkasse Stralsund                | Stralsund | ?                           | 84 995 €               |
| 14 | 7 septembre 2011  | Sparkasse Arnstadt                 | Arnstadt  | Lindenstraße                | 15.000 €               |
| 15 | 4 novembre 2011   | Sparkasse am Nordplatz             | Eisenach  | Nordplatz                   | 71 920 €               |

### Attentats
- 19 janvier 2001 : attentat à l'explosif dans un magasin d'alimentation à Cologne[5] ;
- 9 juin 2004 : attentat à la bombe dans un quartier turc de Cologne[5].

### Meurtres
Le NSU est responsable de la mort d’au moins 10 personnes : 8 immigrés turcs, un immigré grec et une policière, Michèle Kiesewetter, dont la mort a d’abord été imputée au fantôme de Heilbronn.

## Procès du Nationalsozialistischer Untergrund
La police allemande a d'abord suivi la piste de règlements de compte communautaires. Après chacun des meurtres, les recherches ciblent essentiellement les familles, le voisinage et le milieu des victimes, cherchant même par moments à ébranler leur confiance envers le défunt avec de fausses affirmations. 
Le procès du Nationalsozialistischer Untergrund a débuté le 6 mai 2013 à Munich.
Beate Zschäpe y est jugée pour les meurtres de huit immigrés turcs, d'un Grec et d'une policière allemande entre 2000 et 2007. Quatre autres personnes sont jugés à ses côtés pour complicité : André E., Holger Gerlach, Carsten S. et Ralf Wohlleben. À partir du 6 mai 2013, plus de 600 témoins sont auditionnés. 
Initialement prévu le 17 avril 2013, le procès est reporté à la suite d'une controverse sur l'attribution des places réservées aux médias. Ce procès est qualifié sur le moment par Le Monde d'un des « plus grands procès de néonazis » de l'Allemagne et a donné lieu dans le pays à des manifestations pour lutter contre le racisme et les mouvances néo-nazies.
Le procès commence à la cour d'appel de Munich le 6 mai 2013. 
La possible complicité dans des activités criminelles d'agents et informateurs des services de renseignement allemands au sein des groupes néonazis a suscité la controverse. Les rapports des services de renseignement concernant le NSU ont d’ailleurs été, pour l’essentiel, détruits ou classés secrets pour une durée de cent vingt ans. En outre, plusieurs collaborateurs des services de renseignement se sont présentés aux auditions sous un faux nom et ont menti délibérément.
Après 400 jours d'audience, pendant lesquels sont intervenus 750 témoins, plus de 50 experts et 15 avocats, Beate Zschäpe est condamnée le 11 juillet 2018 à la peine la plus lourde, la prison à perpétuité.

## Galerie

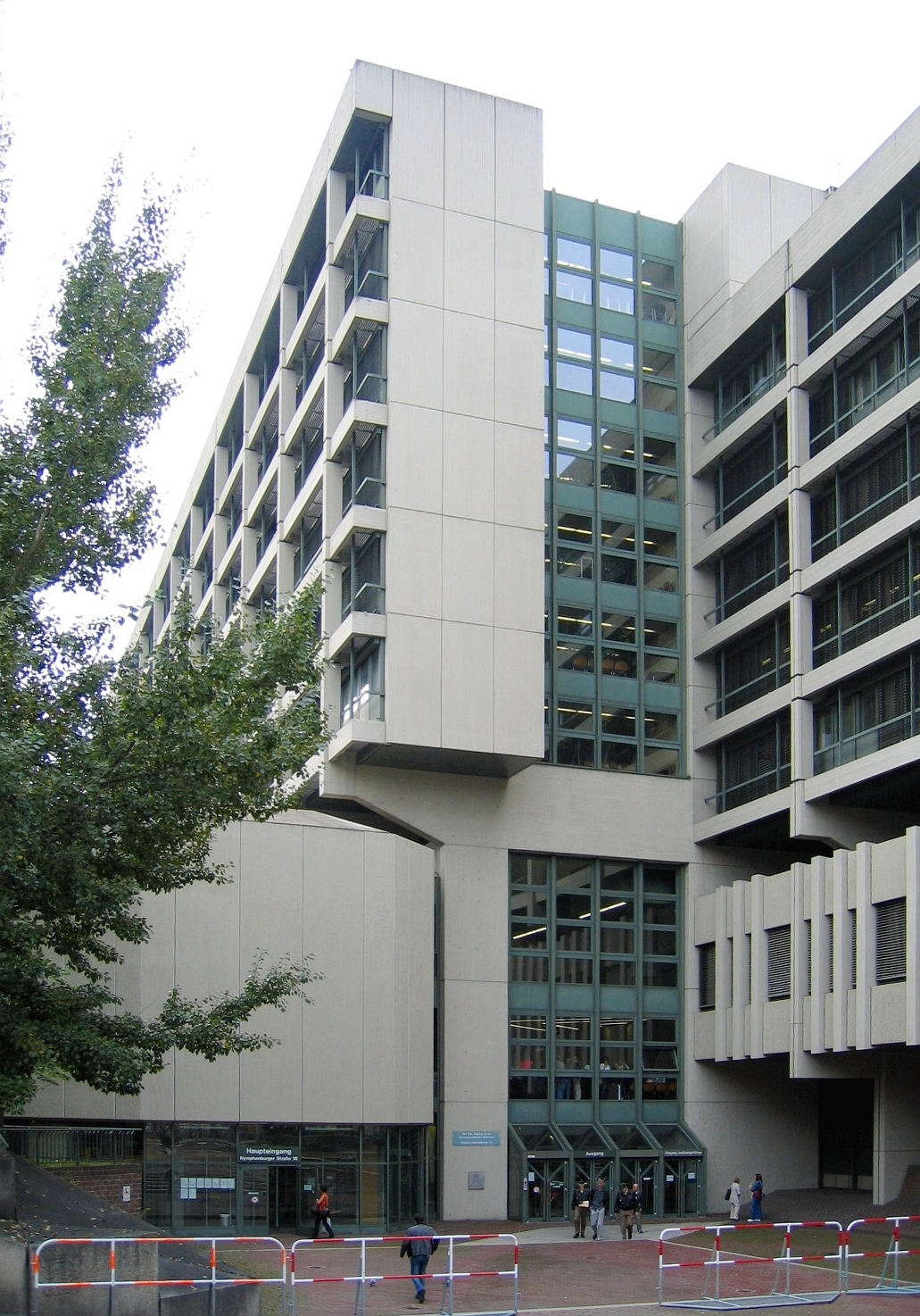
Tribunal de Munich.
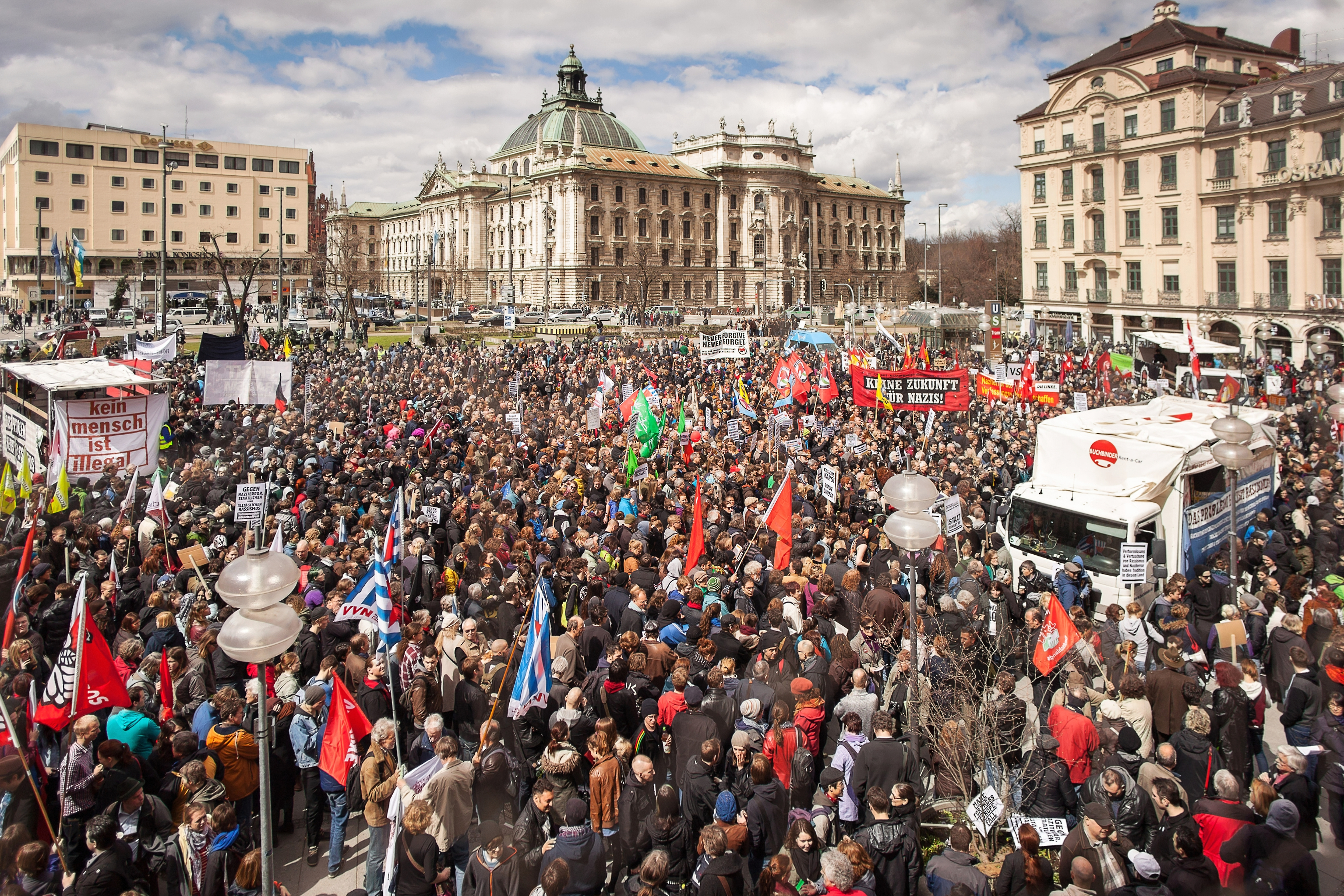
Manifestations à Munich en avril 2013.
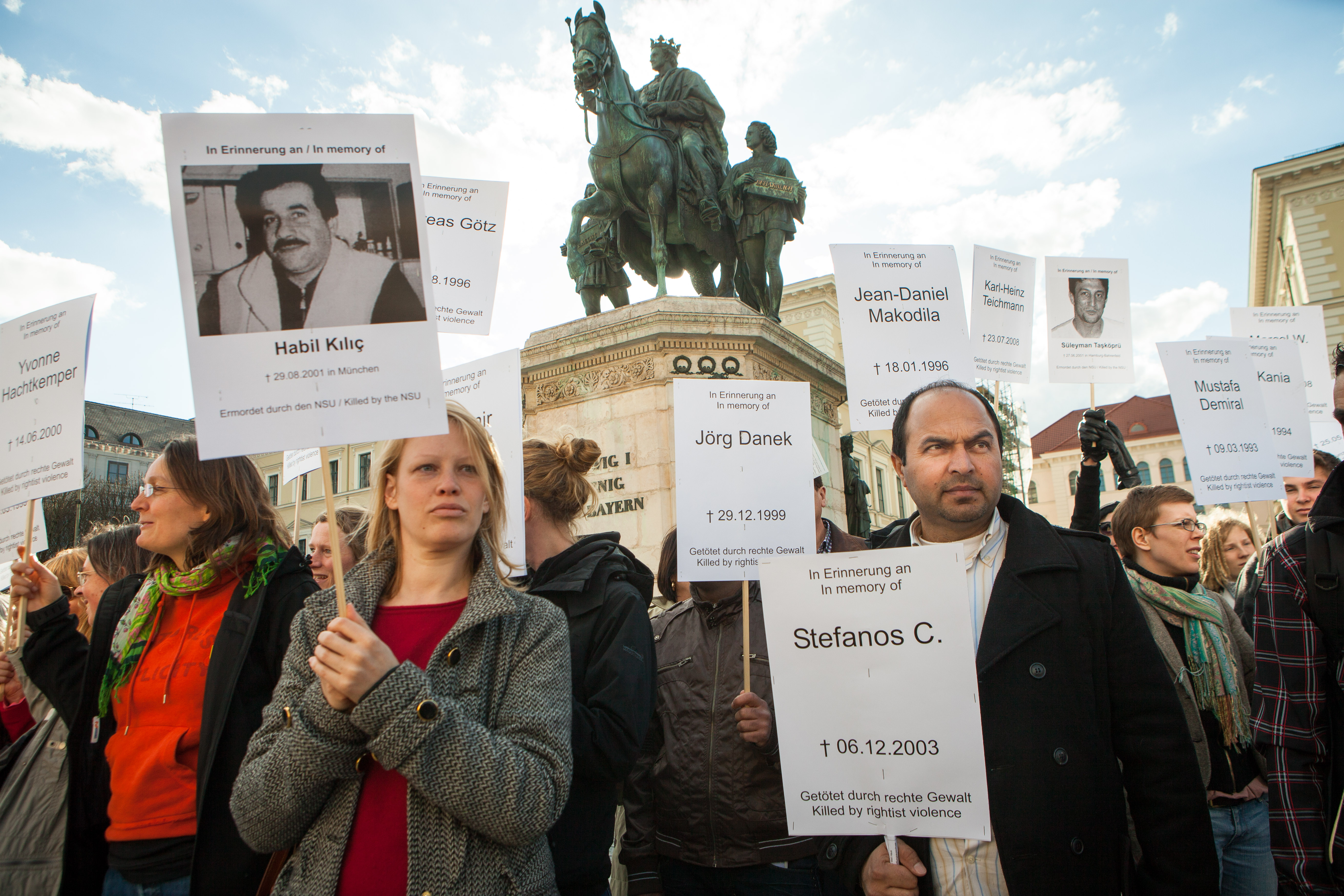
Manifestants rendant hommages aux personnes tuées.